# Miroslav Raduljica
Miroslav Raduljica, född 5 januari 1988 i Inđija, är en serbisk basketspelare. Han blev olympisk silvermedaljör i basket vid sommarspelen 2016 i Rio de Janeiro.